# Oulianivka (oblast de Soumy)
Oulianivka (ukrainien : Улянівка, russe : Ульяновка) est une commune urbaine de l'oblast de Soumy, en Ukraine. Elle compte 2 248 habitants en 2021.